# ملعب روبرتو ناتاليو كارميناتي
ملعب روبرتو ناتاليو كارميناتي (بالإسبانية: Estadio Roberto Natalio Carminatti)‏ هو ملعب كرة قدم يقع في باهيا بلانكا، الأرجنتين، يتسع لـ 20,000 متفرج. هو الملعب الرسمي لفريق أوليمبو.

## التاريخ
افتتح الملعب في 1942. تم تجديده في 2002.